# Alphonse Gardie
Alphonse Gardie a été un haut fonctionnaire français né le 6 juillet 1913 à Chalon-sur-Saône (Saône-et-Loire), mort le 11 janvier 2002 à Paris (Seine). 

## Biographie
Alphonse Gardie étudia au lycée Voltaire, Paris; et fit des études de Droit à la Faculté de Paris et obtint le diplôme de Docteur en Droit et a été breveté du Centre de hautes études administratives.
Il devint Secrétaire général de l'Assistance publique à Paris (1958-1978), sous la direction de Xavier Leclainche, Pierre Damelon, et Gabriel Pallez. Depuis 1955, il fut Secrétaire général de Association Claude-Bernard, ou ACB qui était son œuvre. Il la dirigea jusqu'en 1993.

## Publications
- La Commune de Paris-10 août 1792, 9 thermidor an II, Essai sur le gouvernement des masses, Paris, Librairie sociale et économique, 1940. wiki
- Les Hôpitaux des grandes agglomérations urbaines, Introduction à l’étude des problèmes hospitaliers (1956).

## Décorations
- Officier de l'Ordre de la Légion d'honneur,
- Commandeur de l’Ordre national du Mérite,
- Croix de guerre 1939-1945,
- Officier de la Santé publique.

## Distinctions
- Lauréat de la faculté de droit de Paris (Prix de thèse de droit public et prix Paul Deschanel, 1941),
- Lauréat de l’Académie nationale de médecine (prix Martignoni, 1957).